# Die Grünen Wien
Die Grünen Wien ist die Wiener Landesorganisation der österreichischen Partei Die Grünen – Die Grüne Alternative. Die Wiener Grünen sind seit der Wahl 2020 mit 16 Abgeordneten im Wiener Gemeinderat und Landtag vertreten. Von 2010 bis 2020 war die Partei als Koalitionspartner Teil der Landesregierungen Häupl V, Häupl VI und Ludwig I, zunächst mit Maria Vassilakou als Vizebürgermeisterin und ab 26. Juni 2019 mit Birgit Hebein, die auch das neu geschaffene Amt der Parteivorsitzenden innehatte.

## Geschichte der Wiener Grünen

### Die Anfänge der Grünen Bewegung in Wien
Die Grüne Bewegung entstand in Österreich in den 1970er-Jahren auf Grund verschiedener gesellschaftlicher Veränderungen, wobei die Themen Ökologie und Umweltschutz auch politisch immer relevanter wurden. Die späteren Grünen definierten sich in den 1970er-Jahren dabei vor allem über den Widerstand gegen Großprojekte, Kernkraftwerke, Straßenbauten und die militärische Aufrüstung (siehe überblicksmäßig: Geschichte der Grünen – Die Grüne Alternative). In Wien gilt dabei die Verhinderung der Verbauung des Sternwarteparks 1973 als erster grüner Erfolg. Weitere Impulse lieferten zahllose Bürgerinitiativen und deren Kampf gegen weitere Bauprojekte sowie die Arena-Bewegung 1976, die durch die Besetzung des zum Abriss vorgesehenen Inlandsschlachthofes Sankt Marx zahlreiche soziale, kulturelle und ökologische Initiativen entwickelte. Hinzu kam der bundesweite Kampf gegen das Kernkraftwerk Zwentendorf.
Anfang der 1980er-Jahre konkurrierten in Österreich die an den deutschen Grünen orientierte Alternative Liste Österreichs (ALÖ) mit den bürgerlichen Vereinten Grünen Österreichs (VGÖ). Folglich traten bei der Landtags- und Gemeinderatswahl in Wien 1983 die Alternative Liste Wien (ALW) und die von der VGÖ unterstützte, konservative Wahlgemeinschaft für Bürgerinitiativen und Umweltschutz (WBU) an. Während die ALW 2,5 % erreichte und damit deutlich am Einzug in den Landtag- und Gemeinderat kam die WBU nur auf 0,6 %. Der ALW gelang es jedoch in den Bezirken 1 bis 10 je ein Mandat zu erringen. Einen Schub für die Grüne Bewegung bedeutete der Kampf gegen die Errichtung eines Kraftwerkes in Hainburg, wodurch sieben Quadratkilometer Aulandschaft am nördlichen Donauufer überflutet werden sollten. Durch die starke Protestbewegung konnte 1984 der Bau des Kraftwerks verhindert werden, dennoch konnten zunächst weder die ALÖ noch die VGÖ von der Protestbewegung profitieren. Vielmehr zerfiel auf Grund der Öffnung der ALÖ und dem Versuch eine grüne Sammelbewegung zu errichten die ALÖ in zwei konkurrierende Flügel. Aus einem der Flügel bildete sich schließlich 1986 die Grün-Alternative Sammelbewegung (GRAS), in der sich Propenenten der ALW, des ausgeschlossenen Wiener Landesverbandes der VGÖ, der Bürgerinitiative Parlament, der Partei Neues Österreich sowie andere Gruppierungen zusammenfanden.
Nach dem Achtungserfolg von Freda Meissner-Blau bei der Bundespräsidentenwahl 1986 kam es durch den Bruch der SPÖ/FPÖ-Koalition zu einer Vorverlegung der Nationalratswahl. Die grünen Gruppierungen gerieten dadurch in Zugzwang, woraufhin Freda Meissner-Blau die Liste Die Grüne Alternative – Liste Freda Meissner-Blau zur Wahl anmeldete und mit verschiedenen Grün-Gruppierungen einen Grundsatzvertrag abschloss. Nachdem auf der Wiener Landesversammlung am 4. Oktober 1986 die dem linken ALW-Flügel nahestehende Historikerin Andrea Komlosy mit 222 zu 150 Stimmen gegen Freda Meissner-Blau zur Wiener Spitzenkandidatin gewählt worden war, kam es jedoch zur Spaltung, da Meissner-Blau die Wahl Komlosys nicht anerkannte. Um Meissner-Blau gründete sich im September 1986 die Partei Die Grüne Alternative, die bei der Nationalratswahl in Österreich 1986 4,8 % erreichte und mit acht Mandaten ins Parlament einzog. Die mit ihr konkurrierende Liste der GRAS Die Grünalternativen – Demokratische Liste (GAL) erreichte in Wien hingegen nur 0,7 % und scheiterte bundesweit mit 0,1 % am Einzug in das Parlament.

### Der Weg in den Wiener Landtag (1986–1991)
Nach dem Wahlerfolg bei der Nationalratswahl, bei der die Grüne Alternative in Wien mit 6,1 % zur drittstärksten Kraft aufgestiegen war, entstanden im Frühjahr 1987 die Bildung der ersten Bezirksgruppen. Der Großteil dieser Gruppen wurde jedoch erst im Zuge der Vorverlegung der Landtags- und Gemeinderatswahl auf den 8. November 1987 gegründet. Spitzenkandidatin Friedrun Huemer scheiterte jedoch mit 4,4 % am Einzug in den Landtag, wobei der Alternativen Liste auch die VGÖ, die bei der Wahl 0,8 % erreichten, Stimmen kosteten. Der Grünen Alternative gelang jedoch der Einzug in alle 23 Bezirksvertretungen, wobei insgesamt 55 Mandate errungen werden konnten. In den Bezirken Josefstadt, Mariahilf und Neubau konnten die Grünen dabei mit mehr als 9 % der Stimmen jeweils vier Mandate erreichen. Ab 1988 kampagnisierte Die Grüne Alternative vor allem gegen die Geplante Weltausstellung Wien-Budapest und gegen das Kraftwerk Freudenau. Zudem richteten die Grünen ihre politischen Aktivitäten gegen die Müllverbrennungsanlage Spittelau. Parteiintern kam es nach der Wahl eines Reform-Vorstandes zur Öffnung der Partei und einer Statutenreform. Zudem wurde ab Jänner 1990 die Grün-Alternative Zeitung herausgegeben. Bei der Nationalratswahl in Österreich 1990 konnte die Grüne Alternative ihren Mandatsstand von 8 auf 10 Mandate erhöhen, wobei die Partei in Wien mit 7,6 % ihr bestes Landesergebnis erzielte. Diesen Erfolg konnten die Wiener Grünen schließlich auch bei der Landtags- und Gemeinderatswahl in Wien 1991 wiederholen, bei der sie 9,1 % erreichen und mit sieben Abgeordneten in den Landtag einziehen. Zudem erreichen die Grünen einen Sitz im Stadtsenat bzw. der Landesregierung. Bei den gleichzeitig abgehaltenen Bezirksvertretungswahlen erreichen die Grünen zudem beinahe eine Verdoppelung ihrer Mandate und erzielen 102 von 1.082 Mandate. In der Folge kommt es zur Anstellung von Mitarbeitern für den Grünen Landtagsklub und zur Anmietung des Hauses Lindengasse 40 als Parteizentrale.

### Stabilisierung und Wachstum (1991–2001)
Nach dem Einzug in den Wiener Landtag und Gemeinderat setzten die Wiener Grünen 1992 auf das Thema Öffentlicher Verkehr und starteten die Sammlung von Unterschriften zur Einleitung einer Volksbefragung. Zu den Forderungen gehörten unter anderem der Nachtbetrieb der Wiener Linien, Intervallverkürzungen, der Baustopp von hochrangigen Straßen und der Ausbau des Radverkehrsnetzes. Im Zuge der Kampagne sammelten die Grünen bis 1994 rund 75.000 Unterschriften, auf Grund von Terminkollisionen mit anderen Abstimmungen und Wahlen wurden die Unterschriften aber letztlich nie eingereicht. 1993 thematisierten die Grünen zudem überhöhte Kosten beim Bau der Wiener U-Bahn. Das Thema begleitete die Grünen über mehrere Jahre, wobei es in der Folge zu Aufdeckung von Preisabsprachen und Gerichtsprozessen kam. Nach dem Rücktritt von Bürgermeister Helmut Zilk 1994 ging sein designierter Nachfolger Michael Häupl erstmals eine eingeschränkte Kooperation mit den Grünen ein. Da die SPÖ lediglich über 52 von 100 Abgeordneten verfügte, trachtete Häupl danach, seine Wahl zum Bürgermeister gegen allfällige Gegner aus den eigenen Reihen abzusichern. Häupl vereinbarte daher in der Folge mit den Grünen mehrere Projekte, zu denen unter anderem die Einführung eines durchgehenden Nachtbusbetriebes oder die Berücksichtigung von biologischen Produkten in das Beschaffungswesen der Stadt Wien gehörten. Im Gegenzug dafür wurde Häupl mit den Stimmen von SPÖ und Grünen zum Bürgermeister gewählt. 1995 erfolgte daraufhin die Einführung von 22 Nachtautobuslinien.
Im Vorfeld der Landtags- und Gemeinderatswahl 1996 verpassten sich die Wiener Grünen ein Strukturreform, mit der die Funktion des Landessprechers und des Landesgeschäftsführers eingeführt wurden. Die Position des Landessprechers übernahm in der Folge Thomas Prader, Landesgeschäftsführerin wurde Michaela Sburny. Zudem beschloss die Landesversammlung am 11. Mai 1996 das Wahlprogramm „25 grüne Punkte für Wien“ und ein Wahlmanifest für die Landtags- und Gemeinderatswahl. Bei der Landtags- und Gemeinderatswahl 1996 mussten die Grünen jedoch erstmals seit ihrem ersten Antreten leichte Verluste hinnehmen, wobei den Grünen insbesondere das Antreten des Liberalen Forums (LIF) stimmen kostete. Mit einem Verlust von 1,1 % fielen die Grünen sogar hinter das LIF zurück, konnten aber mit 7,9 % ihre bisherigen sieben Mandate halten.

### Interne Flügelkämpfe und der Kampf um Platz 2 (2001–2005)

Logo der Wiener Grünen (bis 2010)

Logo der Wiener Grünen (bis 2010)

Nach dem Wahlsieg der Grünen bei der Landtags- und Gemeinderatswahl 2001 kam es verstärkt zu Flügelkämpfen innerhalb der Wiener Grünen. Zeitungsberichten zufolge hatte sich im Zuge der Listenerstellung für die Wahl 2001 eine Seilschaft um damalige Parteispitze gegründet, der Landesgeschäftsführer Martin Margulies, Landessprecherin Monika Vana, die Landesvorstandsmitglieder David Ellensohn und Claudia Sommer-Smolik sowie der Vorsitzende der Wiener Landeskonferenz Rüdiger Maresch angehörten. Diese hätten ihre Wahlen koordiniert und daraufhin alle den Sprung in den Gemeinderat geschafft. Die Gruppe wurde in den Medien in der Folge als „Fundis“ bezeichnet, wobei ihre Proponenten dem linken Parteiflügel zugerechnet wurden. Ihnen stand die sogenannten bürgerlichen „Realos“ um Klubobmann Christoph Chorherr, der nichtamtsführenden Stadträtin Maria Vassilakou und Gemeinderätinnen wie Sigrid Pilz und Marie Ringler gegenüber. Als die Bundesgrünen nach der Nationalratswahl 2002 Koalitionsverhandlungen mit der ÖVP eingingen, sprach sich von den Wiener Grünen lediglich Chorherr offen für Koalitionsverhandlungen aus. Die von den „Fundis“ dominierte Landespartei wehrte sich hingegen massiv gegen die Koalitionsverhandlungen und desavouierte damit Chorherr. Hinzu kamen in der Folge innerparteiliche Drohungen mit Abwahlanträgen. Chorherr zog sich schließlich 2004 aus seiner Funktion als Klubobmann zurück und brachte die als „Realo“ eingestufte, bisherige Stadträtin Vassilakou als neue Klubobfrau in Stellung. Aus dem linken Parteispektrum wechselte in der Folge David Ellensohn in das Amt des nichtamtsführenden Stadtrates.
Auch die interne Listenerstellung der Grünen für die Landtags- und Gemeinderatswahl 2005 sorgte in den Medien für Schlagzeilen, nachdem Günter Kenesei nach zwei Perioden im Gemeinderat bei der Landesversammlung die notwendige Zweidrittelmehrheit zur Zulassung zur Wahl nicht erreichte. Kenesei wechselte in der Folge zur ÖVP, während der ehemalige Klubobmann Chorherr nur Platz 8 der Landesliste erreichte. Zur Spitzenkandidatin wurde Klubobfrau Vassilakou gewählt, hinter ihr wurden die dem „Fundi“-Lager zugerechneten Politiker Ellensohn, Vana und Margulies gereiht. Die Grünen gingen in der Folge mit den Themen Armutsbekämpfung und Grundsicherung, Umweltthemen und Bildungsfragen in den Wahlkampf. Zudem forderten sie eine flächendeckende Kinderbetreuung und eine Gründerinnenoffensive für Frauenbetriebe. Nachdem die Umfragen den Grünen vor dem Wahlkampfauftakt knapp unter 20 Prozent Stimmenanteil prognostizierten, riefen die Wiener Grünen den Kampf um Platz 2 aus. Die Grünen konnten am Wahltag zwar 2,2 % hinzugewinnen, verfehlten jedoch klar den Kampf um Platz 2. Während die Grünen 14,6 % erreichten, konnte die ÖVP 18,8 % erzielen. Auch die FPÖ lag bei den Stimmenanteilen vor den Grünen, erreichten jedoch ein Mandat weniger als die Grünen, die drei Mandate hinzugewannen und erstmals 14 Abgeordnete stellten. Zudem erreichten die Grünen erstmals den Anspruch auf zwei nichtamtsführende Stadträte. Bei den Bezirksvertretungswahlen konnten die Wiener Grünen ihre relative Mehrheit in Neubau verteidigen und gewannen zudem auch in der Josefstadt das Amt des Bezirksvorstehers hinzu. Zudem erreichten die Grünen erstmals in fünf Bezirken auch Rang 2 und damit das Amt eines Bezirksvorsteher-Stellvertreters.
Im Rathausklub setzten sich nach der Landtags- und Gemeinderatswahl der linke Parteiflügel durch. So wurden David Ellensohn und Monika Vana in das Amt der nichtamtsführenden Stadträte gewählt, Martin Margulies konnte sich wichtige Positionen in den Ausschüssen sichern. Um den internen Streit zwischen den Parteiflügeln beizulegen, einigten sich die Wiener Grünen im Dezember 2005 schließlich auf eine Strukturreform. Der Landesvorstand wurde um Vassilakou und Ellensohn sowie die Gemeinderäte Pilz und Margulies erweitert. Zudem gründeten die Partei ein Steuerungsteam, dem neben Vassilakou und Ellensohn auch Landessprecher Albert Steinhauser, Landesgeschäftsführer Robert Korbei sowie je ein Vertreter der Bezirke und der Landeskonferenz angehörten.

### Juniorpartner in der Stadtregierung (ab 2010)
Im Vorfeld der Landtags- und Gemeinderatswahl 2010 starteten Online-Aktivisten den Aufruf, sich bei den Grünen als Unterstützer zu registrieren und an der Listenerstellung teilzunehmen. Dies wurde als Verwirklichen der Basisdemokratie präsentiert, sorgte in der Partei allerdings auch für Irritationen. Bis Juni 2009 registrierten sich rund 300 Nicht-Parteimitglieder als Unterstützer – zuvor hatten nur 30 Personen diesen Status innegehabt. Der Landesparteivorstand lehnte schließlich einige Bewerber ab, 69 von 182 Delegierten stimmten gar für einen Antrag, der den Unterstützern die Mitwirkung bei der Listenerstellung entzogen hätte.
Nachdem die SPÖ ihre absolute Mandatsmehrheit eingebüßt hatte, führte sie mit der ÖVP und den Grünen Sondierungsgespräche über eine Koalition. Daraufhin entschied sich die SPÖ für Koalitionsverhandlungen mit den Grünen, die am 12. November 2010 erfolgreich zum Abschluss gebracht wurden. Nach dem Koalitionsabkommen wurde Maria Vassilakou Vizebürgermeisterin und amtsführende Stadträtin für Stadtentwicklung, Verkehr, Klimaschutz, Energieplanung und BürgerInnenbeteiligung, während der bisherige Stadtrat David Ellensohn zum Klubobmann gewählt wurde.
Anfang Juni 2025 wählten die Wiener Grünen vor Beginn der 22. Wahlperiode Georg Prack zum Klubchef, der David Ellensohn an der Spitze des Rathausklubs ablöste. Judith Pühringer und Peter Kraus blieben nicht amtsführende Stadträte.

## Struktur und Organe

### Mitgliedschaft bei den Wiener Grünen
Bei den Wiener Grünen werden drei Arten von Mitgliedern unterschieden. Neben den klassischen Mitgliedern, deren Aufnahme nach schriftlicher Erklärung durch den Landesvorstand erfolgt, bestehen zudem der Status von Angehörigen bzw. Unterstützern. Bei den Angehörigen handelt es sich um Nicht-Mitglieder, die öffentliche Mandate der Wiener Grünen ausüben oder Delegierte in Landes- oder Bundesgremien sind. Der Status eines Unterstützers steht hingegen allen Personen offen, die der Landespartei gegenüber erklären, dass sie sich mit den Grundsätzen und dem Programm der Wiener Grünen einverstanden erklären und bei den Grünen mitarbeiten und mitentscheiden wollen. Über die Aufnahme als Unterstützer entscheidet wiederum der Landesvorstand. Während Angehörige den Mitgliedern rechtlich gleichgestellt sind, erlangen Unterstützer erst nach vier Monaten das Stimmrecht in der Landesversammlung. Zudem sind Unterstützerinnen beispielsweise vom Stimmrecht bei Statutenänderungen und der Wahl parteiinterner Funktionen ausgeschlossen. Bei der Landesversammlung am 15. November 2010 waren rund 1.500 Mitglieder sowie etwa 450 Unterstützer wahlberechtigt.

### Landesversammlung
Das höchstrangige Gremium der Wiener Grünen ist die öffentlich tagende Landesversammlung, die mindestens zwei Mal pro Jahr einberufen wird. Zu den Aufgaben der Landesversammlung gehört die Abstimmung über Anträge sowie Partei- und Wahlprogramme mit einfacher Mehrheit. Zudem entscheidet die Landesversammlung über Koalitionsabkommen und koalitionsähnliche Vereinbarungen mit absoluter Mehrheit und über Statutenänderung mit Zweidrittelmehrheit.
Des Weiteren werden bei Landesversammlungen alle zentralen Personalentscheidungen innerhalb der Wiener Grünen getroffen. So wählt die Landesversammlung neben den internen Funktionen wie jener des Finanzreferenten, des Landessprechers, der Mitglieder des Landesvorstandes und der Delegierten in die Landeskonferenz auch die Kandidaten für die Landtags- und Gemeinderatswahl in Wien, der zu entsendenden Bundesräte und die Landes- bzw. Regionalkandidaten für Nationalratswahlen. Zudem wählt die Landesversammlung die Delegierten für die Gremien der Bundespartei, den Bundeskongress und den Erweiterten Bundesvorstand.
Bei den Wahlen und Abstimmungen der Landesversammlung sind alle Mitglieder und Angehörige stimmberechtigt. Unterstützer besitzen hingegen bei Statutenänderungen, der Abstimmung über Koalitionsabkommen, Landesfinanzentscheidungen und der aktiven Wahl von innerparteilichen Funktionen kein Stimmrecht.

### Landeskonferenz
Die Landeskonferenz, die zwischen den Landesversammlungen tagt – mindestens zwölfmal pro Jahr –, befasst sich mit Fragen der strategischen Ausrichtung. Zu den Aufgaben der Landeskonferenz gehören dabei politische Aufgaben wie die Erarbeitung politischer Strategien, das Controlling von Projekten oder Strategien und die Evaluation der Arbeit des Rathausklubs. Zudem entscheidet die Landeskonferenz über die Aufnahme von Regierungsverhandlungen und muss dem Budget mit Zweidrittelmehrheit zustimmen.
Die Delegierten in die Landeskonferenz werden für zwei Jahre gewählt, wobei die Landeskonferenz maximal 34 Delegierte umfasst. 12 Delegierte werden dabei von den Bezirksgruppen nominiert und sieben durch die Landesversammlung gewählt. Jeweils drei Mitglieder entsendenden der Landesvorstand und der Rathausklub, sechs Mitglieder werden von Teilorganisationen bzw. parteinahen Organisationen gestellt. Zudem ist zwei Delegierte zum Erweiterten Bundesvorstand, ein Nationalratsabgeordneter und der Landesgeschäftsführer in der Landeskonferenz vertreten.

### Landesvorstand und Landessprecher
Der Landesvorstand führt die Geschäfte der Partei und besteht aus neun Personen. Neben dem Landesgeschäftsführer, dem Landessprecher und dem Finanzreferenten umfasst der Vorstand sechs Personen, die von der Landesversammlung gewählt werden. Der Landesvorstand trägt dabei die politische Verantwortung für die Umsetzung der Beschlüsse der Landeskonferenz bzw. Landesversammlung und kümmert sich um die Öffentlichkeitsarbeit für die von der Landeskonferenz beschlossenen Projekte. Der Landesvorstand ist zudem die rechtliche Vertretung der Partei und bestimmt über die Anerkennung bzw. Ablehnung von Mitgliedsanträgen. Dem im Landesvorstand verankerten Landessprecher obliegt darüber hinaus die politische Vertretung der Partei nach außen, die Vertretung der Parteiinteressen im Rathausklub mit Sitz und Stimme sowie die aktive Einforderung und Umsetzung der politischen Beschlüsse des Landesvorstands und der Landeskonferenz.

## Wahlergebnisse

### Landtags- und Gemeinderatswahlen
Die Vorläuferpartei der Wiener Grünen, die Alternative Liste Wien (ALW), erreichte bei der Landtags- und Gemeinderatswahl 1983 2,5 % der Stimmen und scheiterte damit klar am Einzug in den Landtag. Ihr bestes Ergebnis erreichte die ALW dabei in den Bezirken Mariahilf (4,3 %) und Neubau (4,0 %). Nach der Gründung der Grünen Alternative und dem Einzug der Partei in den Nationalrat trat Die Grüne Alternative auch bei der Landtags- und Gemeinderatswahl 1987 in Wien an. Mit 4,4 % scheiterte jedoch auch die neugegründete Partei an der fünfprozentigen Hürde für den Einzug in den Landtag und Gemeinderat. Wie die ALW erzielte auch Die Grüne Alternative ihre besten Wahlergebnisse in den westlichen Innenstadtbezirken, wobei die drei höchsten Stimmenanteile in der Josefstadt (7,8 %), in Mariahilf (7,7 %) und in Neubau (7,7 %) erreicht wurden. Bei ihrem zweiten Antreten gelang den Wiener Grünen bei der Landtags- und Gemeinderatswahl 1991 schließlich mit 9,1 % der sichere Einzug in den Wiener Landtag und Gemeinderat. Die Grünen erhielten dabei sieben Mandate, wobei sie in den Wahlkreisen Wien Zentrum (Bezirke 1, 4–6) und Innen West (Bezirke 7–9) auch je ein Grundmandat erreichten. Wie bereits bei den vorangegangenen Wahlen schnitten die Grünen dabei in den Bezirken Neubau (17,7 %), Josefstadt (16,1 %) und Mariahilf (14,6 %) am besten ab. Zudem erhielten die Grünen einen Sitz in der Landesregierung bzw. dem Stadtrat, wodurch Christoph Chorherr als nichtamtsführender Stadtrat in die Regierung einziehen konnte.
Nach der Gründung des Liberalen Forums (LIF), das teilweise ähnliche Wählerschichten ansprach, mussten die Wiener Grünen bei der Landtags- und Gemeinderatswahl 1996 erstmals Verluste hinnehmen. Die Wiener Grünen verloren 1,1 % und erreichten lediglich 7,9 %, womit die Grünen knapp hinter dem Liberalen Forum zu liegen kamen. Dennoch konnten die Grünen ihre sieben Mandate sowie einen Stadtratsposten halten, wobei diesen nun Friedrun Huemer besetzte. Der Aufwärtstrend konnte jedoch bereits bei der Landtags- und Gemeinderatswahl 2001 fortgesetzt werden, wobei die Wiener Grünen 4,5 % hinzugewinnen konnten und insgesamt 12,5 % erreichten. Ihren Mandatsstand konnten die Grünen dabei von 7 auf 11 Mandate erhöhen. Neben den Wahlkreisen Zentrum und Innen-West erzielten die Wiener Grünen auch ein Direktmandat in der Leopoldstadt.

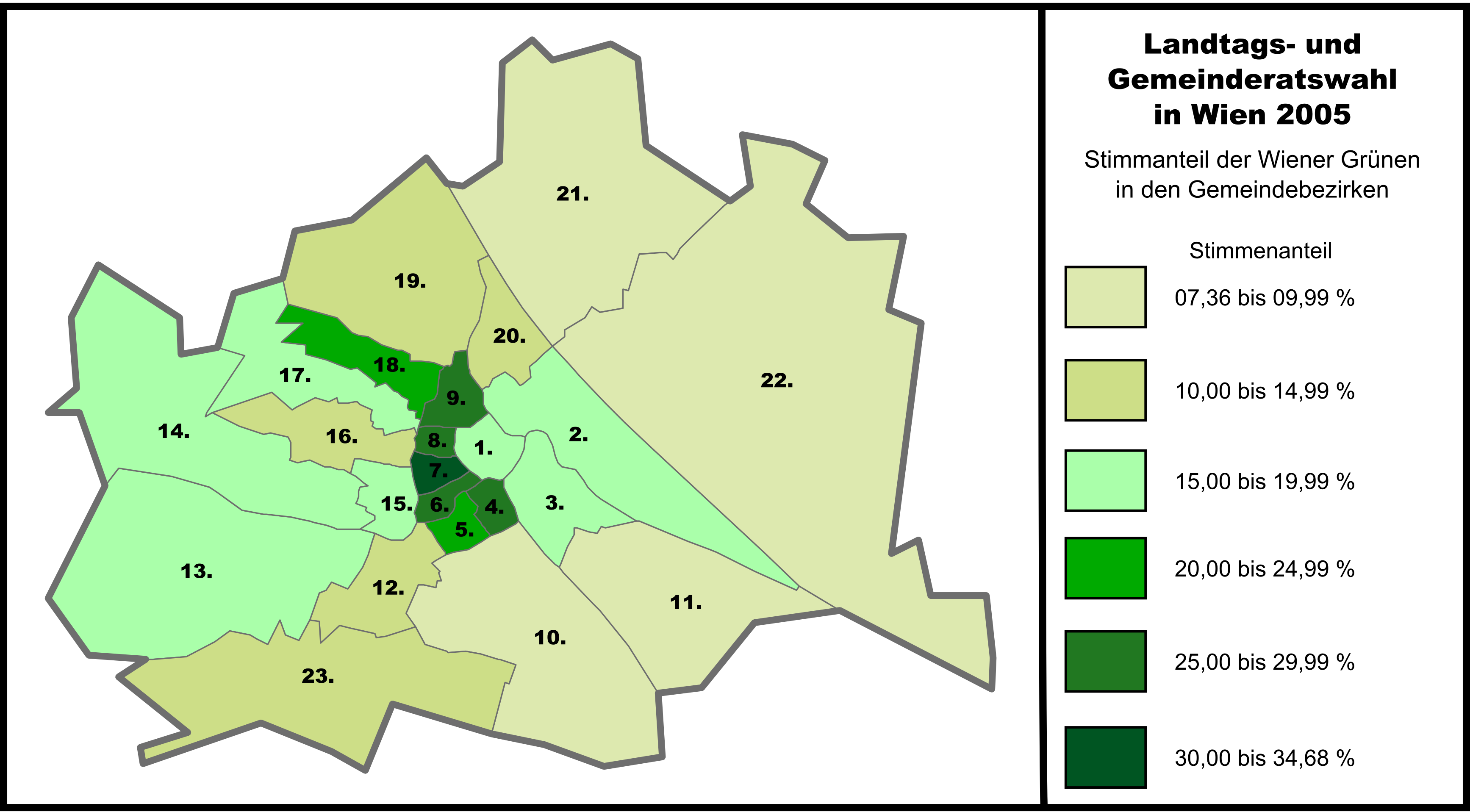
Stimmanteile der Grünen in den Bezirken bei der Landtags- und Gemeinderatswahl 2005

Bei der Landtags- und Gemeinderatswahl 2005 zielten die Wiener Grünen in der Folge auf den zweiten Platz ab, belegten aber erneut Platz vier. Dennoch konnten die Grünen um 2,2 % auf 14,6 % zulegen und die Anzahl der Abgeordneten von 11 auf 14 erhöhen. Dabei konnten sie je zwei Direktmandate in den Wahlkreisen Zentrum und Innen-West sowie je ein Mandat in den Wahlkreisen Leopoldstadt, Landstraße und Donaustadt erreichen. Zudem erhielten die Grünen zwei Sitze im Stadtrat bzw. der Landesregierung, die von David Ellensohn und Monika Vana eingenommen wurden. Ihr stärkstes Ergebnis erreichte die Partei erneut im Bezirk Neubau, wo sie mit 34,7 % erstmals in einem Bezirk bei der Gemeinderatswahl die Mehrheit erzielten. Im Gegensatz dazu blieben die Grünen in den bevölkerungsreichen Außenbezirken Simmering, Favoriten, Donaustadt und Floridsdorf unter der Marke von 10 %.

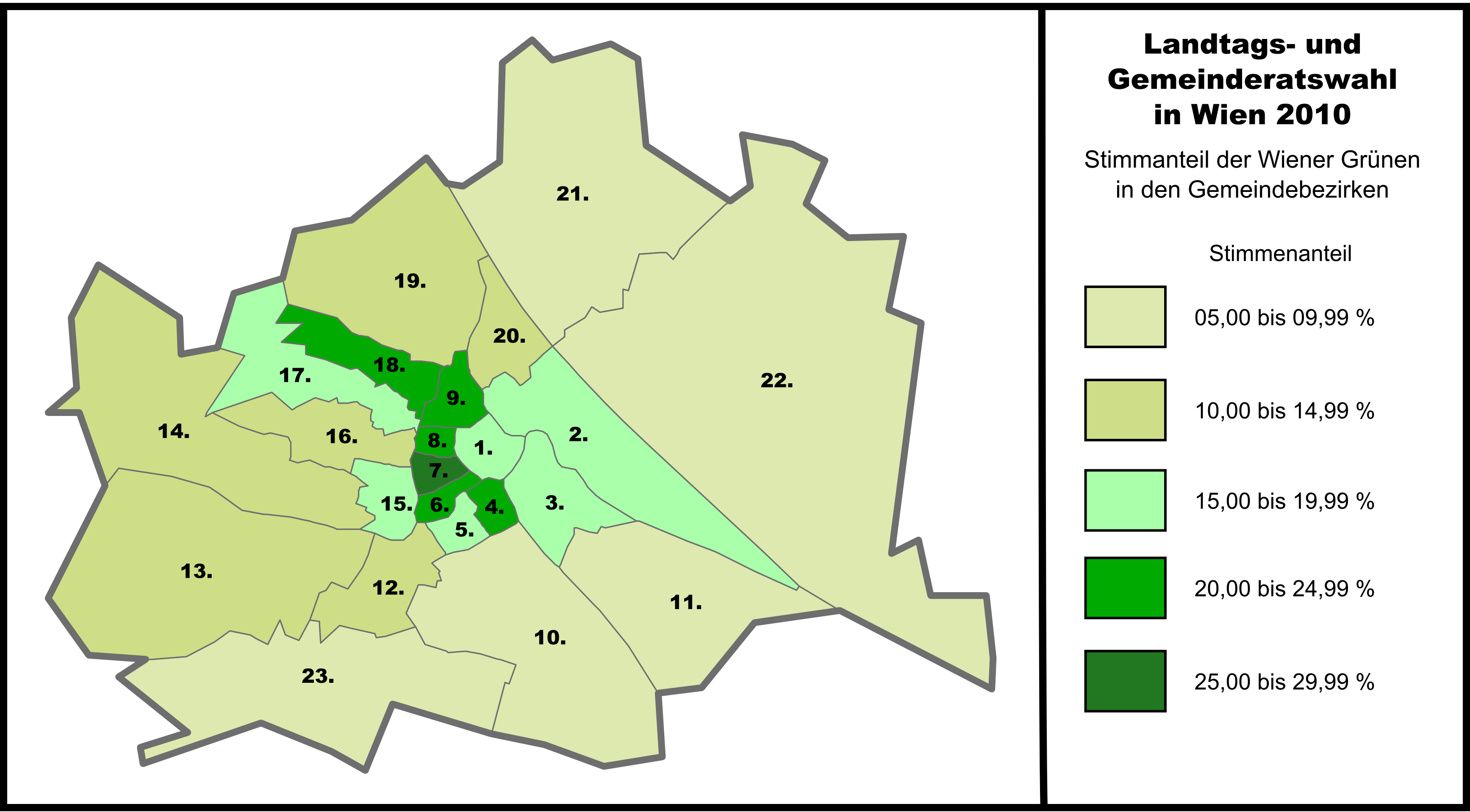
Stimmanteile der Grünen in den Bezirken bei der Landtags- und Gemeinderatswahl 2010

Nach den Spaltungen in zwei der 23 Grünen Bezirksgruppen gerieten die Wiener Grünen bereits zu Beginn der Landtags- und Gemeinderatswahl 2010 in die Defensive. Mit 12,6 % erreichten sie nur noch 11 Mandate, was einen Verlust von rund zwei Prozentpunkten drei Mandaten bedeutete. Hatten die Grünen 2005 noch sieben Direktmandate erreicht, so erzielten sie 2010 nur noch vier Direktmandate, wobei je ein Mandat in den Wahlkreisen Zentrum, Innen-West, Leopoldstadt und Landstraße erreicht wurde. Ihr stärkstes Ergebnis erreichten die Grünen mit 29,4 % im Bezirk Neubau, lediglich 6 bis 7 % konnten sie in den Bezirken Simmering, Favoriten, Donaustadt und Floridsdorf erzielen.

### Bezirksvertretungswahlen
Bereits bei der Bezirksvertretungswahl 1983 war es der Alternativen Liste gelungen, in die Bezirksvertretungen 1 bis 10 mit je einem Mandat einzuziehen. Während die Grüne Alternative bei der Landtags- und Gemeinderatswahl 1987 mit 4,4 % noch den Einzug in den Landtag und Gemeinderat verfehlte, gelang den Grünen bei der Bezirksvertretungswahl 1987 mit einem wienweiten Stimmenanteil von 5,0 % der Einzug in alle 23 Bezirksvertretungen. Die Grünen erzielten dabei 55 von 1082 Mandate. Ihre besten Ergebnisse erzielten die Grünen in den Bezirken Josefstadt und Mariahilf (9,7 %) sowie Neubau (9,1 %). In Mariahilf und Neubau konnten die Grünen dabei auch die FPÖ überholen. Bei der Bezirksvertretungswahl 1991 konnten die Grünen in der Folge ihren wienweiten Stimmenanteil auf 8,8 % steigern, wobei die Grünen bei der Landtags- und Gemeinderatswahl sogar 9,1 % erreichten. Ihren Mandatsstand konnten die Grünen bei der Bezirksvertretungswahl auf 102 von 1082 Sitz fast verdoppeln. Wie bereits bei der vorangegangenen Wahl erzielten die Grünen ihre besten Ergebnisse in den westlichen Innenstadtbezirken. Am stärksten schnitten die Grünen mit 20,1 % im Bezirk Neubau ab, ihr zweitbestes Ergebnis erzielten sie mit 14,7 % in der Josefstadt. Auf Grund der starken Zugewinne der FPÖ konnten die Grünen nur noch in Neubau den dritten Platz vor der FPÖ belegen.
Durch das Antreten des Liberalen Forums bei der Bezirksvertretungswahl 1996 erlitten die Wiener Grünen erstmals einen leichten Rückschlag bei Bezirksvertretungswahlen. Der Wienweite Stimmenanteil sank von 8,8 auf 8,6 %, dennoch konnten die Grünen ihre 102 Mandate halten, wenngleich die Gesamtzahl der Mandate auf 1112 Mandate gestiegen war. Während die Grünen in vierzehn Bezirken Stimmenanteile verloren, konnten sie in neun Bezirken Stimmenanteil hinzugewinnen. Verluste mussten sie dabei vor allem in den Außenbezirken hinnehmen, wohingegen die Partei in der überwiegenden Zahl der Innenstadtbezirke leichte Gewinne erzielen konnte. Am stärksten schnitten die Grünen erneut in Neubau ab, wobei sie bei einem Stimmenanteil von 18,8 % hier auch die größten Verluste verzeichneten.

Stimmanteile der Grünen in den Bezirken bei der Bezirksvertretungswahl 2005

Nach den leichten Verlusten 1996 konnten die Grünen bei der Bezirksvertretungswahl 2001 wieder Gewinne erzielen. Nachdem das Ergebnis der Grünen bei der Bezirksvertretungswahlen 1991 und 1996 noch unter dem Landtagswahlergebnis gelegen war, konnten die Grünen bei der Bezirksvertretungswahl 2001 mit 13,3 % das Ergebnis der gleichzeitig durchgeführten Landtagswahl (12,5 %) übertreffen. Die Grünen erreichten 166 der 1112 Mandate und eroberten als stimmenstärkste Partei im Bezirk Neubau mit 32,6 % erstmals einen Bezirksvorsteherposten. Zudem belegten die Grünen in neun Bezirken den dritten Platz der kandidierenden Parteien. Auch bei der Bezirksvertretungswahl 2005 konnten die Wiener Grünen mit 15,7 % ihr Gemeinderatsergebnis 2005 von 14,6 % erneut klar übertreffen und erzielten dabei den Anspruch auf 204 von 1112 Mandate. Mit einem Zugewinn auf 43,3 % konnten die Grünen in Neubau den Bezirksvorsteherposten klar verteidigen, zudem belegten sie mit 32,3 % erstmals auch in der Josefstadt den ersten Platz. Neben den Bezirksvorsteherposten in Neubau und der Josefstadt erreichten die Grünen erstmals auch den zweiten Platz in den Bezirken Leopoldstadt, Margareten, Mariahilf, Alsergrund und Rudolfsheim-Fünfhaus, wo die Grünen seit 2005 einen Bezirksvorsteher-Stellvertreter stellen.
Thomas Blimlinger fungierte von 2001 bis 2017 als Bezirksvorsteher von Neubau, des 7. Wiener Gemeindebezirkes, sein Nachfolger ist Markus Reiter, ebenfalls von den Grünen.
Heribert Rahdjian war von 2005 bis 2010 Bezirksvorsteher der Josefstadt, des 8. Wiener Gemeindebezirkes. Er wurde für die Wahl 2010 nicht mehr nominiert und gründete daraufhin eine eigene Bezirksliste, die fünf Mandate erreichen konnte. Die Position der Bezirksvorsteherin ging damals wieder an die ÖVP. 2020 brachten die Bezirksvertretungswahlen einen neuerlichen Wechsel zu den Grünen.
Seit 2015 ist Silvia Nossek erste grüne Bezirksvorsteherin in Wien-Währing, dem 18. Wiener Gemeindebezirk.
In der Wiederholung der Bezirksvertretungswahl 2015 im September 2016 in der Leopoldstadt konnten die Wiener Grünen überraschend die relative Mehrheit erlangen. Im November 2016 übernahm Uschi Lichtenegger die Funktion der Bezirksvorsteherin in der Leopoldstadt. Bei der Bezirksvertretungswahl in Wien 2020 wechselte das Amt des Bezirksvorstehers jedoch wieder zur SPÖ.

### Nationalratswahlen
Als den Grünen bei der Nationalratswahl 1986 mit 4,8 % der Einzug in das Parlament gelang, erreichten sie nach Vorarlberg in Wien mit 6,1 % das zweitbeste Ergebnis. Bei der folgenden Nationalratswahl 1990 stagnierten die Grünen Österreichweit und erreichten erneut 4,8 %. In Wien konnten die Grünen hingegen ihr Ergebnis steigern und erreichten mit 7,6 % das beste Ergebnis in einem Bundesland. Auch bei der Nationalratswahl 1994 erreichten die Grünen in Wien mit 9,8 % (Österreichweit 7,3 %) ihr bestes Ergebnis. Die schweren Verluste bei der vorzeitig ausgerufenen Nationalratswahl 1995 waren jedoch wiederum auf deutliche Verluste der Grünen in Wien zurückzuführen. Während die Grünen österreichweit 2,5 % verloren und 4,8 % erreichten, verloren die Grünen in Wien 3,8 % und erreichten mit 6,0 % nur noch das drittbeste Bundesländerergebnis hinter Vorarlberg und Tirol. Als sich die Grünen bei der Nationalratswahl 1999 wieder auf 7,3 % steigern konnten, kam es insbesondere in Wien zu starken Zugewinnen. Die Grünen erreichten hier mit 10,3 % erneut ihr bestes Bundesländerergebnis.

Stimmanteile der Grünen in den Bezirken bei der Nationalratswahl 2008

Bei der Nationalratswahl 2002 lagen die Grünen in Wien mit 15,1 % noch deutlicher über ihrem bundesweiten Ergebnis von 9,4 %. Die Grünen erreichten dabei in Wien knapp vor Vorarlberg erneut ihr bestes Bundesländerergebnis und konnten mit dem 7. Wiener Gemeindebezirk Neubau erstmals bei einer österreichweiten Wahl in einem Bezirk die relative Mehrheit erzielen. Bei der daraufhinfolgenden Nationalratswahl 2006 steigerten die Grünen in Österreich ihren Stimmenanteil auf 11,0 %. Wien blieb dabei mit 17,4 % der stimmenstärkste Landeswahlkreis der Grünen. Diesmal erzielten die Grünen neben Neubau auch die relative Mehrheit in den Bezirken Mariahilf und Josefstadt, womit die Grünen erstmals auch in einem Regionalwahlkreis (Wien Innen-West) die relative Mehrheit erreichten.
Bei der Nationalratswahl 2008 verloren die Grünen österreichweit 0,6 % ihrer Stimmen, konnten jedoch mit 10,4 % ihr zweitbestes Ergebnis bei Nationalratswahlen erzielen. Mitgrund für die Verluste waren die deutlichen Einbußen der Grünen in Wien, wo die Grünen von 17,4 % auf 16,0 % sanken. Wien verlor dabei erstmals seit 1995 den Status des Bundeslandes mit dem besten Wahlergebnis, da die Grünen in Vorarlberg von 16,4 % auf 17,2 % zulegen konnten. Dennoch konnten die Grünen erstmals in fünf Wiener Gemeindebezirken die relative Mehrheit stellen und die relative Mehrheit im Regionalwahlkreis Wien Innen-West verteidigen. Zu den bisherigen Mehrheiten in den Bezirken Neubau, Mariahilf und Josefstadt kamen dabei die Bezirke Alsergrund und Wieden hinzu.
Die Nationalratswahl 2017 endete mit „desaströsen“ Stimmenverlusten und der Abwahl der Partei aus dem Parlament. In Wien erreichte die Partei 5,9 % der Stimmen, nachdem sie bei der Wahl 2013 16,4 % erhielt. Nach dem Rücktritt von Ulrike Lunacek und Ingrid Felipe schloss Vassilakou, in Abwandlung einer Redewendung  mit „Alte Besen kehren gut.“, den eigenen Rücktritt aus.

## Personen
| Landessprecher                   | Amtsperiode                         |
| -------------------------------- | ----------------------------------- |
| Thomas Prader                    | 31. März 1996 bis 4. Oktober 1998   |
| Eva Glawischnig                  | 4. Oktober 1998 bis 5. März 2000    |
| Monika Vana                      | 5. März 2000 bis 12. Mai 2001       |
| Alessandra Kunz                  | 12. Mai 2001 bis 17. März 2002      |
| Albert Steinhauser               | 17. März 2002 bis 16. Juni 2007     |
| Birgit Meinhard-Schiebel         | 16. Juni 2007 bis 21. Juni 2009     |
| Silvia Nossek                    | 21. Juni 2009 bis 17. Juni 2012     |
| Georg Prack                      | 17. Juni 2012 bis 15. November 2015 |
| Joachim Kovacs                   | ab 15. November 2015                |
| Peter Kristöfel                  | ab 1. Dezember 2018                 |
| Judith Pühringer und Peter Kraus | seit 16. Oktober 2021               |

| Klubobmann         | Amtsperiode   |
| ------------------ | ------------- |
| Peter Pilz         | 1991 bis 1997 |
| Christoph Chorherr | 1997 bis 2004 |
| Maria Vassilakou   | 2004 bis 2010 |
| David Ellensohn    | seit 2010     |

| Stadträte          | Amtsperiode   |
| ------------------ | ------------- |
| Christoph Chorherr | 1991 bis 1996 |
| Friedrun Huemer    | 1996 bis 2001 |
| Maria Vassilakou   | 2001 bis 2004 |
| David Ellensohn    | 2004 bis 2010 |
| Monika Vana        | 2005 bis 2010 |
| Maria Vassilakou   | 2010 bis 2019 |
| Birgit Hebein      | 2019 bis 2020 |
| Judith Pühringer   | seit 2020     |
| Peter Kraus        | seit 2020     |

| Landesgeschäftsführer | Amtsperiode   |
| --------------------- | ------------- |
| Michaela Sburny       | 1994 bis 1997 |
| Martin Margulies      | 1997 bis 2001 |
| Robert Korbei         | 2001 bis 2010 |
| Angela Stoytchev      | 2010 bis 2019 |
| Christian Tesar       | seit 2019     |